# Monino
Monino (rusky Монино) je sídlo městského typu ležící v Ščolkovském rajónu Moskevské oblasti 23 km na východ od Moskvy. Má 18,7 tisíce obyvatel (2009). Zapadlá samota získala význam roku 1926, kdy zde na místě lesa začalo vznikat vojenské letiště. Další historie sídla zůstala svázána s letectvem. Roku 1946 získalo status sídla městského typu. Na ploše letiště je nyní Ústřední muzeum vojenského letectva. V obci se nachází i muzeum vojenské zásobovací služby. Je zde pochován maršál letectva, hrdina Sovětského svazu Stěpan Akimovič Krasovskij.

## Sídlo se skládá ze dvou částí
- Bývalého vojenského městečka (rozhodnutím ruské vlády z 17. března 2010 bylo vyřazeno ze seznamu uzavřených vojenských městeček, fakticky bylo otevřeno 12. května 2010) s bývalou Gagarinovou vojenskou leteckou akademií, nyní Žukovského a Gagarinovo vědecko-výukovým střediskem.
- Civilního městečka s železniční stanicí.